# 존 오트버그
존 오트버그(John Ortberg, 1957~)는 멘로 파크 장로 교회의 목사다.

학력
- 휘튼칼리지
- 풀러신학대학원(M.Div., 심리학 Ph.D)
- 에버딘대학교

## 저서
- 『단순하게 믿으라』(If you want to walk on water, you've got to get out of the boat, 2001)
- 『누더기 하나님』(Love beyond reason, 2001)
- 『평범 이상의 삶』(The life you've always wanted, 2002)
- 『하나님 당신을 의심해도 될까요』(Faith and Doubt)
- 『우리는 만나면 힘이 납니다』(Everybody)
- 『세상에서 가장 특별한 사랑 이야기』(Living the God life, 2004)
- 『생각보다 가까이 계시는 하나님』(God is closer than you think, 2005)
- 『그림자 사명을 극복하라』(overcoming your shadow mission)